# Elsje Geevaert
Elsje Geevaert is een personage uit de Vlaamse soapserie Wittekerke dat werd gespeeld door Elke Van Achteren. Ze was te zien in de eerste twee seizoenen, van 1993 tot 1995.

## Personage
Elsje is de jongste dochter van piloot Ronnie. Haar moeder is een jaar geleden overleden aan kanker. Haar oudste zus Veerle heeft de taak van moeder op zich genomen. Wanneer haar vader een nieuwe liefde vindt in zijn leven, Nellie, kunnen Elsje en haar broer Simon Nellie niet goed uitstaan. Zij proberen haar eerst buiten de pesten. Maar na een tijdje gaat het beter en ze aanvaarden Nellie als stiefmoeder. 

## Vertrek
Simon krijgt kanker en alleen een kliniek in Zwitserland kan nog een goede behandeling geven. Daarom besluit de familie om te verhuizen naar Zwitserland. Nellie en Veerle gingen normaal ook mee, maar wanneer uitkomt dat Ronnie Nellie bedriegt, besluiten ze allebei om in Wittekerke te blijven. Ronnie, Elsje en Simon vertrekken na afscheid genomen te hebben dan maar alleen naar Zwitserland. Simon overlijdt later in Zwitserland aan de gevolgen van kanker.

## Familie
- Ronnie Geevaert (vader)
- Barbara (moeder, nooit in beeld geweest)
- Veerle Geevaert (zus)
- Simon Geevaert (broer)
- Ivo Goeminne (oom)
- Lut Goeminne (tante)
- Amber Goeminne (nicht)
- Lente Goeminne (nicht)